# Polydesmus malaccanus
Polydesmus malaccanus är en mångfotingart som beskrevs av Peters 1864. Polydesmus malaccanus ingår i släktet Polydesmus och familjen plattdubbelfotingar. Inga underarter finns listade i Catalogue of Life.